# Усманов, Усман Ганиевич
Усман Ганиевич Усманов (6 июня 1940, Худжанд, Таджикская ССР, СССР — 7 марта 2002, Душанбе, Таджикистан) — советский таджикский партийный и государственный деятель, заместитель председателя Совета Министров Таджикской ССР, министр иностранных дел Таджикской ССР (1984—1989).

## Биография
Родился в семье служащего. В 1962 г. окончил Таджикский политехнический институт и в 1983 г. Академию общественных наук при ЦК КПСС. Член КПСС с 1965 года.
- 1962—1964 гг. — инженер, старший инженер-проектировщик Филиала Института «Таджикгипрострой» (в Ленинабаде),
- 1964—1970 гг. — первый секретарь Ленинабадского городского комитета ЛКСМ Таджикистана,
- 1970—1971 гг. — второй секретарь Айнинского районного комитета КП Таджикистана,
- 1971—1976 гг. — первый секретарь ЦК ЛКСМ Таджикистана,
- 1976—1980 гг. — первый секретарь Фрунзенского районного комитета КП Таджикистана г. Душанбе,
- 1980—1984 гг. — постоянный представитель Совета Министров Таджикской ССР при Совете Министров СССР,
- 1984—1989 гг. — заместитель председателя Совета Министров Таджикской ССР, одновременно министр иностранных дел Таджикской ССР,
- 1989—1990 гг. — заместитель председателя Президиума Верховного Совета Таджикской ССР.

С 1994 г. — представитель Верховного Совета Республики Таджикистан, с 1995 по 2000 г. — представитель Маджлиси Оли Республики Таджикистан в межпарламентской Ассамблеи СНГ, заместитель Генерального секретаря Межпарламентской Ассамблеи СНГ.
Избирался членом ЦК КП Таджикистана. Депутат Верховного Совета Таджикской ССР 8-11 созывов, народный депутат Маджлиси Оли Республики Таджикистан (1995—2000).

## Награды и звания
Награждён орденами «Трудового Красного Знамени», «Дружбы народов», «Знак Почета» и медалями.